# Rolls-Royce AE 3007
Das Rolls-Royce AE 3007 (ehemals  Allison AE 3007) ist ein Zweiwellen-Mantelstromtriebwerk (engl. turbofan) von Rolls-Royce, welches bei Geschäftsreiseflugzeugen und Drohnen im Schubbereich von 30 bis 40 kN Schub zum Einsatz kommt.

## Entwicklung

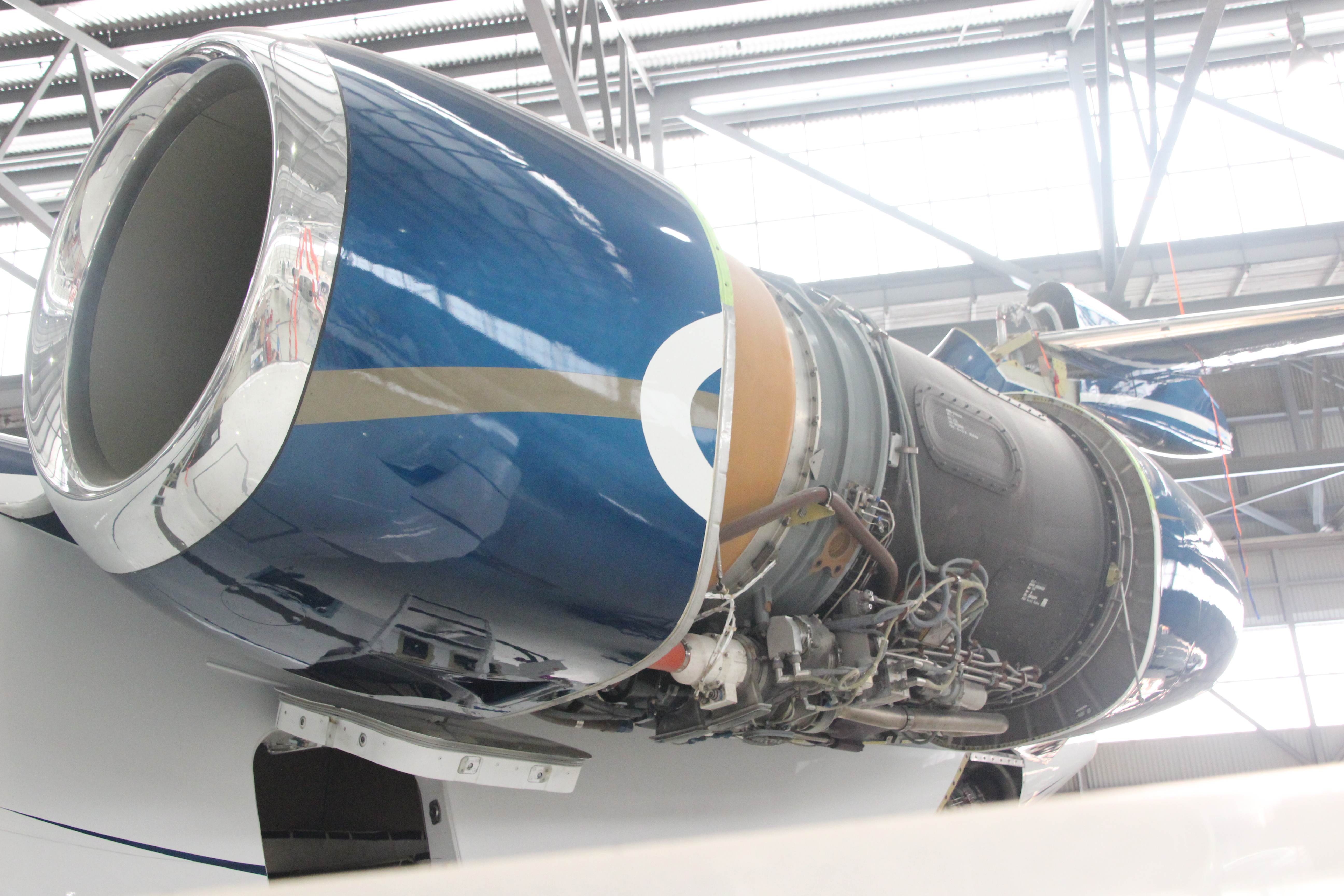
Rolls-Royce AE 3007

Erste Tests des Triebwerks begannen im Jahr 1991, sein Erstflug erfolgte 1996. Das Triebwerk besteht aus einem von einer dreistufigen Niederdruckturbine angetriebenen Fan und einem 14-stufigen Hochdruckverdichter, welcher von einer zweistufigen Hochdruckturbine angetrieben wird. Das Rolls-Royce AE 3007  teilt sich den Triebwerkskern mit dem AE 1107C-Liberty und dem AE 2100, von denen es abgeleitet wurde.
Das AE 3007 findet bei Flugzeugtypen wie der Embraer ERJ 135, ERJ 140, ERJ 145 und Legacy sowie bei der Cessna Citation X seine Anwendung. In der militärischen Luftfahrt wird es bei der Drohne Northrop Grumman RQ-4 Global Hawk (als AE 3007H), Boeing MQ-25 (AE 3007N) und den militärischen Varianten der ERJ 145 (Embraer R-99A, R-99B and P-99) eingesetzt.

## Technische Daten
| Typ                               | Schub (kN)  | Nebenstrom- verhältnis beim Start | Gesamtdruck- verhältnis | Fandurch- messer (m) | Länge (m) | Trocken- masse (kg) | Zulassung | Eingesetzt bei         |
| --------------------------------- | ----------- | --------------------------------- | ----------------------- | -------------------- | --------- | ------------------- | --------- | ---------------------- |
| AE 3007 A, A1,A1/1, A1P, A1/3, A3 | 31,11–33,69 | 4,8–4,98:1                        | 18–21:1                 | 0,98                 | 2,705     | 719,4               | 1995      | ERJ 135/140/145 Legacy |
| AE 3007 A1E                       | 36,1        | 4,8:1                             | 18–20:1                 | 0,98                 | 2,705     | 752                 | 2002      | ERJ 145 XR             |
| AE 3007 C1                        | 30,09       | 4,8:1                             | 24:1                    | 0,98                 | 2,705     | 717                 | 2002      | Cessna Citation X      |